# Stanislav Lobotka
Stanislav Lobotka (ur. 25 listopada 1994 w Trenczynie) – słowacki piłkarz, występujący na pozycji pomocnika, od 2020 we włoskim klubie SSC Napoli oraz od 2016 w reprezentacji Słowacji. Uczestnik Mistrzostw Europy 2020 i Mistrzostw Europy 2024.

## Kariera klubowa

### AS Trenčín
4 marca 2012 roku zadebiutował w Corgoň Lidze w barwach AS Trenčín przeciwko FK Dukla Banská Bystrica.

### Wypożyczenie do Ajaxu
30 czerwca 2013 roku dołączył do AFC Ajax na sezon 2013-14, na roczne wypożyczenie z opcją wykupu.
Swój pierwszy mecz w barwach Ajaxu rozegrał 13 lipca 2013 roku w towarzyskim spotkaniu przedsezonowym przeciwko RKC Waalwijk. Wszedł na boisko w 60. minucie za Christiana Eriksena w wygranym 5:1 meczu w Waalwijk na stadionie Mandemakers Stadion.

### Nordsjælland
Stanislav Lobotka trafił do FC Nordsjælland w sierpniu, tuż przed zamknięciem okna transferowego, i 30 sierpnia 2015 roku zadebiutował przeciwko Brøndby. Lobotka wszedł na stałe do środka pola i w swoim pierwszym sezonie zagrał we wszystkich meczach, z wyjątkiem jednego z powodu choroby.
21-letni Słowak został wybrany piłkarzem roku w swoim pierwszym sezonie podczas nagród FCN Awards. W 2017 roku ponownie został wybrany piłkarzem roku klubu po kolejnym świetnym sezonie.

### Celta Vigo
15 lipca 2017 roku dołączył do Celty za kwotę 5 milionów euro, podpisując pięcioletni kontrakt.
3 czerwca 2019 roku przyznał, że po nieudanym sezonie Celty był otwarty na transfer, szukając klubu, który w następnym sezonie będzie grał w europejskich rozgrywkach.

### SSC Napoli
15 stycznia 2020 roku za kwotę 24 milionów euro przeszedł do włoskiego SSC Napoli.
26 stycznia 2020 roku Lobotka zadebiutował w lidze przeciwko liderowi tabeli Juventusowi. Wszedł na boisko jako zmiennik Diego Demme, który otrzymał żółtą kartkę w pierwszej połowie. Napoli udało się odnieść sensacyjne zwycięstwo nad faworytami, wygrywając 2:1, po golach Piotra Zielińskiego i Lorenzo Insigne.
Swoje pierwsze ligowe spotkanie w wyjściowym składzie rozegrał w następnej kolejce, w wygranym 4:2 meczu wyjazdowym na Stadio Luigi Ferraris przeciwko Sampdorii.
4 maja 2023 roku wraz ze swoją drużyną po 33 latach sięgnął po mistrzostwo Włoch, uzyskując w tym sezonie 49 występów, zdobywając po jednej bramce i asyście.

## Kariera reprezentacyjna
Reprezentując różne młodzieżowe drużyny Słowacji, został powołany do seniorskiej kadry na mecze przeciwko Litwie i Austrii. 15 listopada 2016 roku zadebiutował w tym drugim towarzyskim meczu, grając obok Matúša Bero i Alberta Rusnáka.
Później Lobotka wielokrotnie otrzymywał powołania na różne spotkania, jednak swój debiut w oficjalnym meczu rozegrał dopiero 1 września 2017 roku, występując w pełnym wymiarze czasu w eliminacjach do Mistrzostw Świata 2018 przeciwko reprezentacji Słowenii.
4 września 2017 roku Lobotka strzelił swojego pierwszego gola dla seniorskiej reprezentacji Słowacji, stając się pierwszym zawodnikiem, który zdobył bramkę na Wembley w meczu eliminacyjnym przeciwko reprezentacji Anglii.
Zdobył gola po tym, jak odebrał piłkę Marcusowi Rashfordowi, wymienił podanie z Adamem Nemcem i pokonał Joe Harta w 3. minucie meczu. Jednak Słowacja przegrała ten mecz 1-2 po golach Erica Diera i Rashforda.
Został powołany na Mistrzostwa Europy 2020 (odbywające się w 2021 roku z powodu pandemii Covid-19), do 26-osobowego składu reprezentacji Słowacji.
Wystąpił tylko w jednym spotkaniu na turnieju, przeciwko reprezentacji Hiszpanii. Lobotka wszedł z ławki w 46 mincuie za Jakuba Hromada. Mecz zakończył się pogromem Słowaków wynikiem 0-5 na konto Hiszpanów, a Słowacy odpadli z turnieju.
Lobotka został włączony do 26-osobowej kadry na Mistrzostwa Europy 2024. Został wybrany zawodnikiem meczu w otwierającym spotkaniu, wygranym 1:0 przeciwko Belgii.

## Sukcesy

### SSC Napoli
- Mistrzostwo Włoch: 2022/23, 2024/2025
- Puchar Włoch: 2019/20

### AS Trenčín
- Mistrzostwo Słowacji: 2014/15, 2015/16
- Puchar Słowacji: 2014/15

### Reprezentacja Słowacji
- Uczestnik Mistrzostw Europy: 2020[25]
- Puchar Króla Tajlandii: 2018[26]

### Indywidualne
- Piłkarz roku Słowacji: 2023[27], 2024[28]
- Drużyna roku Serie A: 2022/23[29]